# Луцій Вергіній Трікост (консул 435 року до н. е.)
Лу́цій Вергі́ній Тріко́ст (лат. Lucius Verginius Tricostus; V століття до н. е.) — політик, державний і військовий діяч Римської республіки, консул 435 і 434 років до н. е.

## Біографічні відомості
Походив з роду Вергініїв. Про батьків і молоді роки відомостей не збереглося.
У 435 і 434 роках до н. е. його двічі було обрано консулом, обидва рази з Гаєм Юлієм Юлом. Вони очолили військові дії проти етрусків та міста Фідени, але через епідемію невідомої хвороби практично не покидали межі міста Риму, не робили військових походів. 
Про подальшу долю Луція Вергінія даних немає.

## Родина
- Син Луцій Вергіній Трікост Есквілін, військовий трибун з консульською владою 402 року до н. е.